# Herpestidae
Herpestidés, mangoustes
Famille
Les Herpestidae (Herpestidés en français), plus communément appelés mangoustes, sont une famille de carnivores féliformes.

## Morphologie
Les Herpestidae ont une face et un corps allongés, des oreilles petites et rondes, des pattes courtes et une queue longue et effilée. La plupart sont tachetés ou grisonnants ; un petit nombre a une fourrure bien marquée. Leurs griffes ne sont pas rétractiles et ils les utilisent surtout pour creuser la terre.
Moins diversifiée que celle des Viverridae, cette famille regroupe une trentaine d'espèces africaines et asiatiques vivant dans des habitats divers qui vont des forêts ouvertes aux savanes, aux régions semi-arides et aux déserts. Elles sont principalement terrestres, mais quelques-unes sont aquatiques ou semi-arboricoles.

## Répartition

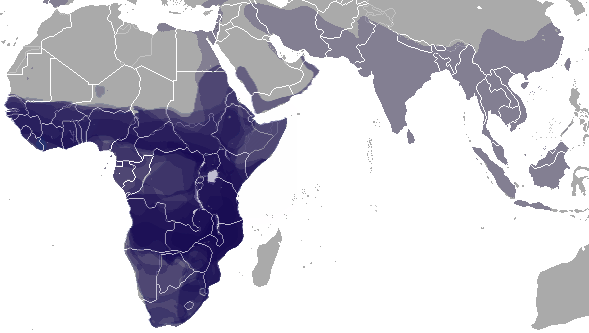
Répartition de la famille. Plus le bleu est sombre, plus la diversité d'espèces est grande.

Les Herpestidae sont présents en Asie, en Afrique, aux Caraïbes et en Europe du Sud. On en connaît plus de trente espèces, dont la longueur varie d'une trentaine de centimètres à un mètre.

## Éthologie

### Alimentation
Les mangoustes sont carnivores, et se nourrissent d'insectes, de crabes, de lombrics, de lézards, de rongeurs et d'autres petits animaux. Elles n'hésitent pas à manger des œufs, des charognes et quelquefois des fruits.

### Comportement
Certaines espèces, comme Herpestes edwardsii, la Mangouste indienne, sont connues pour leur capacité à lutter contre des serpents venimeux comme les cobras et à les tuer, quoiqu'elles n'aient aucune attirance particulière pour leur chair. Elles en sont capables grâce à leur vitesse et à leur agilité, mais aussi par une adaptation qui les immunise contre les venins neurotoxiques. Les mangoustes peuvent en effet survivre à une dose qui pourrait tuer de nombreux autres animaux, mais elles ne sont pas totalement immunisées : les morsures de serpents venimeux (cobras, mambas, vipères, bongares) peuvent leur causer des infections éventuellement fatales.

## Socialité

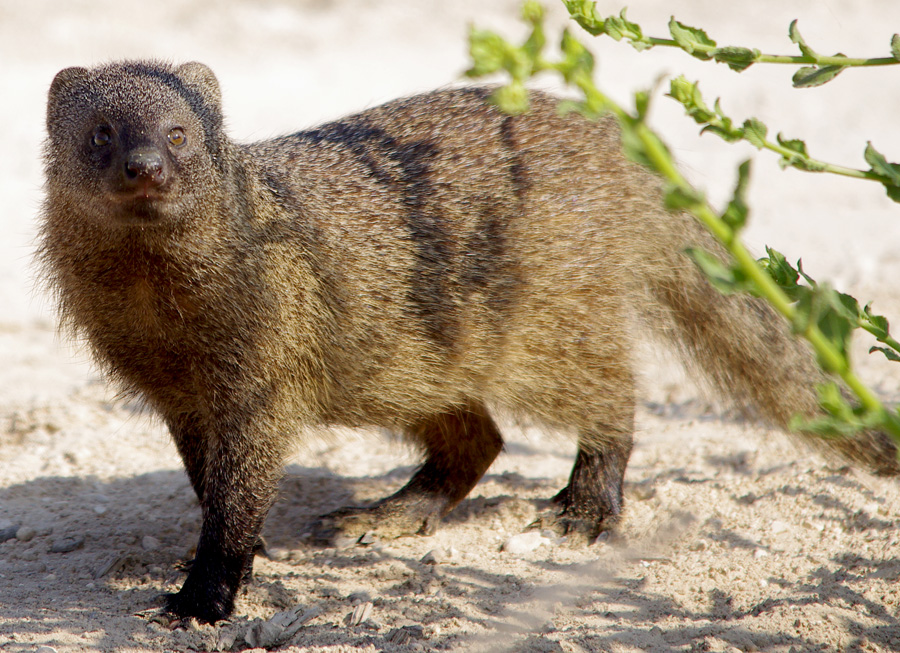
Mangouste égyptienne (Herpestidé se groupant par paire ou en petit groupe de 5)

La Mangouste égyptienne (Herpestes ichneumon) est généralement considérée comme un animal solitaire, bien qu'on ait observé qu'elle vit parfois en groupes.
Le Suricate (Suricata suricatta) vit en troupes de deux ou trois familles, chacune comprenant un mâle, une femelle et de deux à cinq petits. Il a pour habitat les territoires ouverts de l'Afrique méridionale (Angola, Namibie, Botswana, Afrique du Sud). C'est un petit mammifère diurne qui chasse les invertébrés. Son mode de vie et sa petite taille (il pèse moins d'un kilogramme) le rendent très vulnérable vis-à-vis des carnivores de plus grande taille et des rapaces. Pour protéger le groupe des prédateurs quand les autres sont en train de chasser, un suricate fait le guet, grimpant sur une position dominante afin de repérer le danger. S'il aperçoit un prédateur, il pousse un cri d'alarme pour prévenir ses congénères et indiquer si la menace vient de l'air ou de la terre. Si la menace est aérienne, chacun se précipite vers le trou le plus proche ; si elle est terrestre, la troupe fuit moins précipitamment, car les suricates échappent plus facilement aux prédateurs terrestres qu'aux rapaces.

## Systématique

### Taxonomie
Cette famille contenait à la base les deux sous-familles des Herpestinae et des Galidiinae. À la suite d'une étude de 2003, les espèces de la sous-famille des Euplerinae (anciennement partie des Viverridae) ont été regroupées avec les Galidiinae, au sein de la famille des Eupleridae. La sous-famille des Herpestinae n'a depuis plus lieu d'être.

### Origine
Ces espèces appartiennent à l'une des quatre familles de mammifères féliformes terrestres descendant des viverrinés, qui étaient des mammifères ressemblant à la civette ou à la genette. Du point de vue évolutif, cette famille est étroitement reliée à la famille des Viverridae, dont elle était auparavant considérée comme un membre (cette théorie a encore des partisans), bien qu'elle présente des traits distinctifs quant à la morphologie et au comportement, tout en possédant la même formule dentaire de base que les viverridés. À la différence des viverridés, arboricoles et nocturnes, ces espèces sont plus souvent terrestres et beaucoup sont actives pendant la journée. La plupart sont des solitaires, comme la mangouste égyptienne, mais quelques-unes, tels les suricates, ont des systèmes sociaux bien développés.

### Genresetespèces
- Atilax F. G. Cuvier, 1826

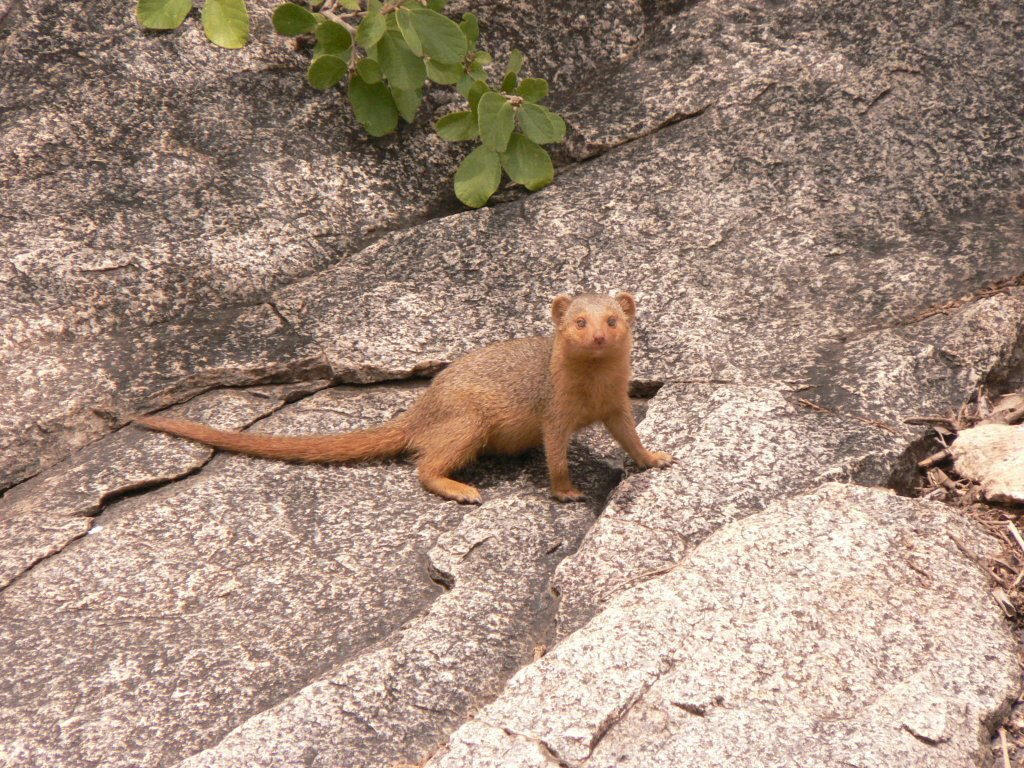
Une mangouste en Tanzanie.

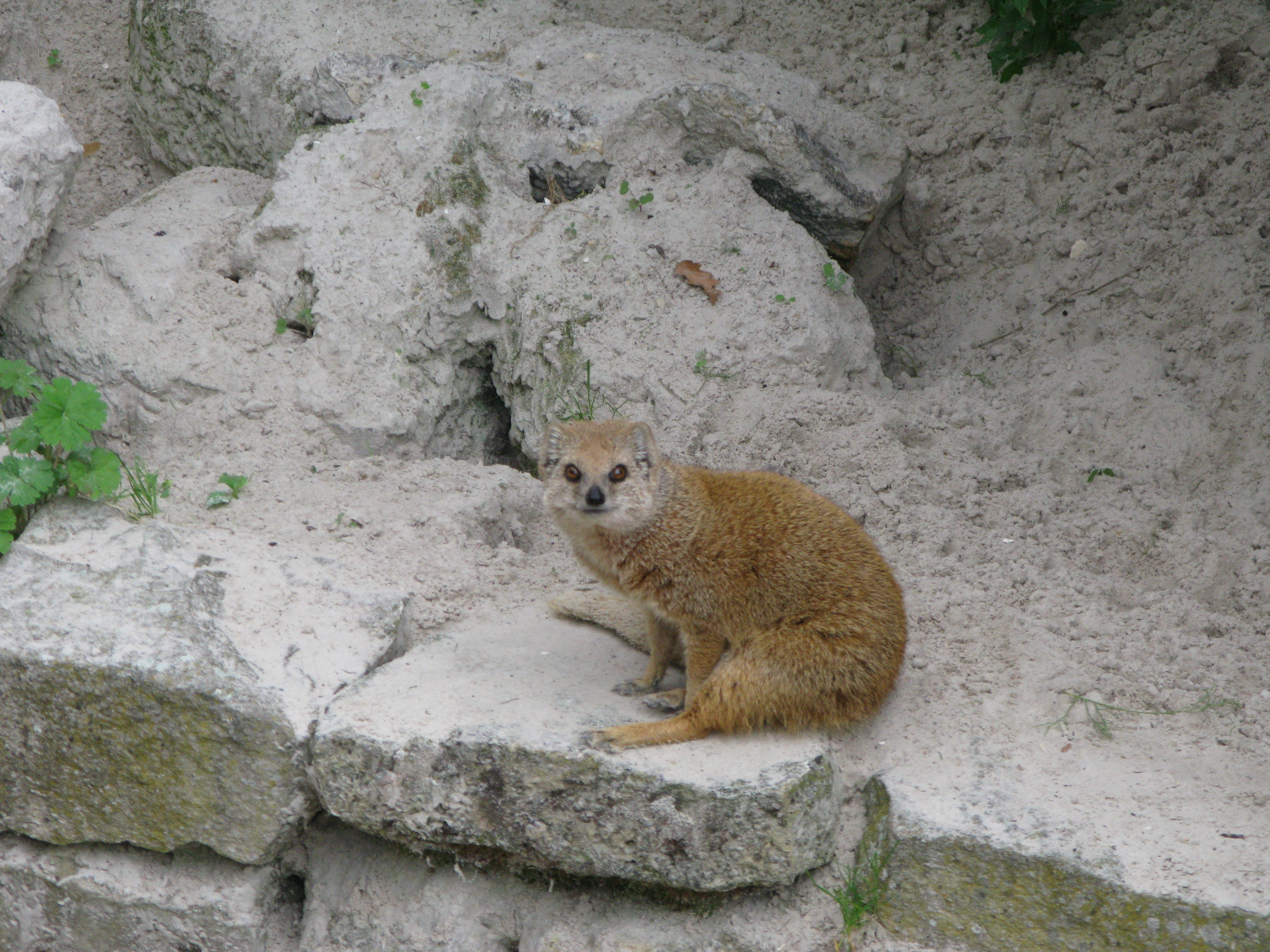
Mangouste jaune.

  - Atilax paludinosus — mangouste des marais
- Bdeogale Peters, 1850
  - Bdeogale crassicauda — mangouste à queue touffue
  - Bdeogale jacksoni — mangouste de Jackson
  - Bdeogale nigripes — mangouste aux pattes noires
- Crossarchus F. G. Cuvier, 1825
  - Crossarchus alexandri — mangouste d'Alexandre, mangouste du Congo
  - Crossarchus ansorgei — mangouste d'Angola, mangouste d'Ansorgue
  - Crossarchus obscurus — mangouste brune, crossarche brune
  - Crossarchus platycephalus — mangouste à tête plate
- Cynictis Ogilby, 1833
  - Cynictis penicillata — mangouste jaune, mangouste fauve
- Dologale Thomas, 1926
  - Dologale dybowskii — mangouste des savanes, poussargue
- Galerella - parfois classé chez les Viverrinae
  - Galerella flavescens — mangouste flavescente
  - Galerella ochracea (J. E. Gray, 1848) - Mangouste d'Abyssinie
  - Galerella nigrita (Thomas, 1928) — mangouste noire
  - Galerella pulverulenta — mangouste grise
  - Galerella sanguinea — mangouste rouge, mangouste svelte
- Helogale Gray, 1862
  - Helogale hirtula — mangouste naine orientale
  - Helogale parvula — mangouste naine du Sud
- Herpestes Illiger, 1811
  - Herpestes brachyurus — mangouste à queue courte
  - Herpestes edwardsii — mangouste indienne grise, mangouste d'Edwards
  - Herpestes fuscus — mangouste indienne brune
  - Herpestes ichneumon — mangouste ichneumon, rat des pharaons ou mangouste d'Égypte
  - Herpestes javanicus — mangouste de Java, petite mangouste indienne
  - Herpestes naso — mangouste à long museau, mangouste du Congo
  - Herpestes semitorquatus — mangouste à collier
  - Herpestes smithii — mangouste roussâtre, mangouste de Smith
  - Herpestes urva — mangouste mangeuse de crabes, mangouste crabière
  - Herpestes vitticollis — mangouste à cou rayé
- Ichneumia I. Geoffroy Saint-Hilaire, 1837
  - Ichneumia albicauda — mangouste à queue blanche
- Liberiictis Hayman, 1958
  - Liberiictis kuhni — mangouste du Libéria
- Mungos E. Geoffroy Saint-Hilaire et F. G. Cuvier, 1795
  - Mungos gambianus — mangouste de Gambie
  - Mungos mungo — mangouste rayée
- Paracynictis Pocock, 1916
  - Paracynictis selousi — mangouste de Selous
- Rhynchogale Thomas, 1894
  - Rhynchogale melleri — mangouste de Meller
- Suricata Desmarest, 1804
  - Suricata suricatta — suricate

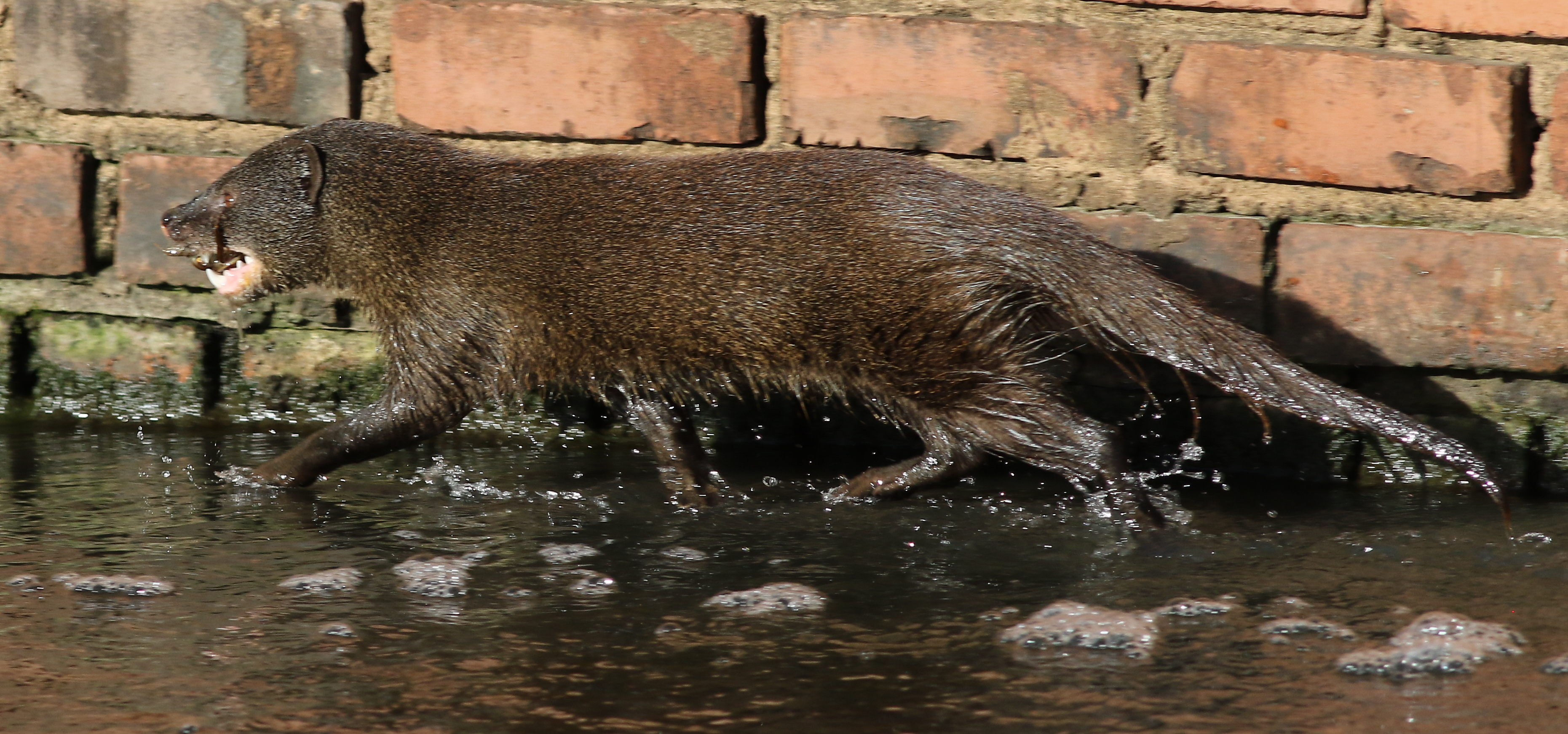
Atilax paludinosus
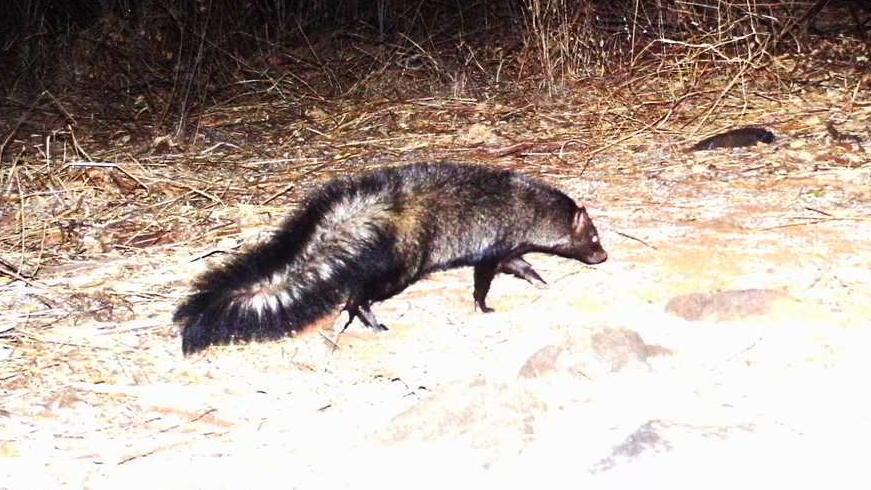
Bdeogale crassicauda
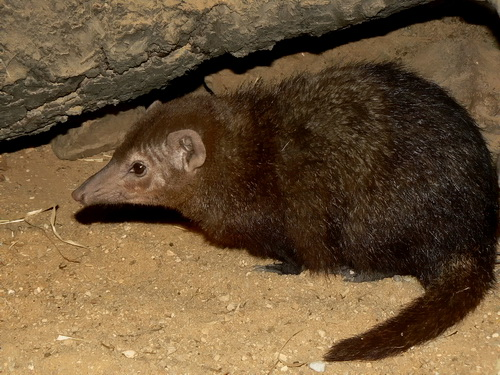
Crossarchus obscurus
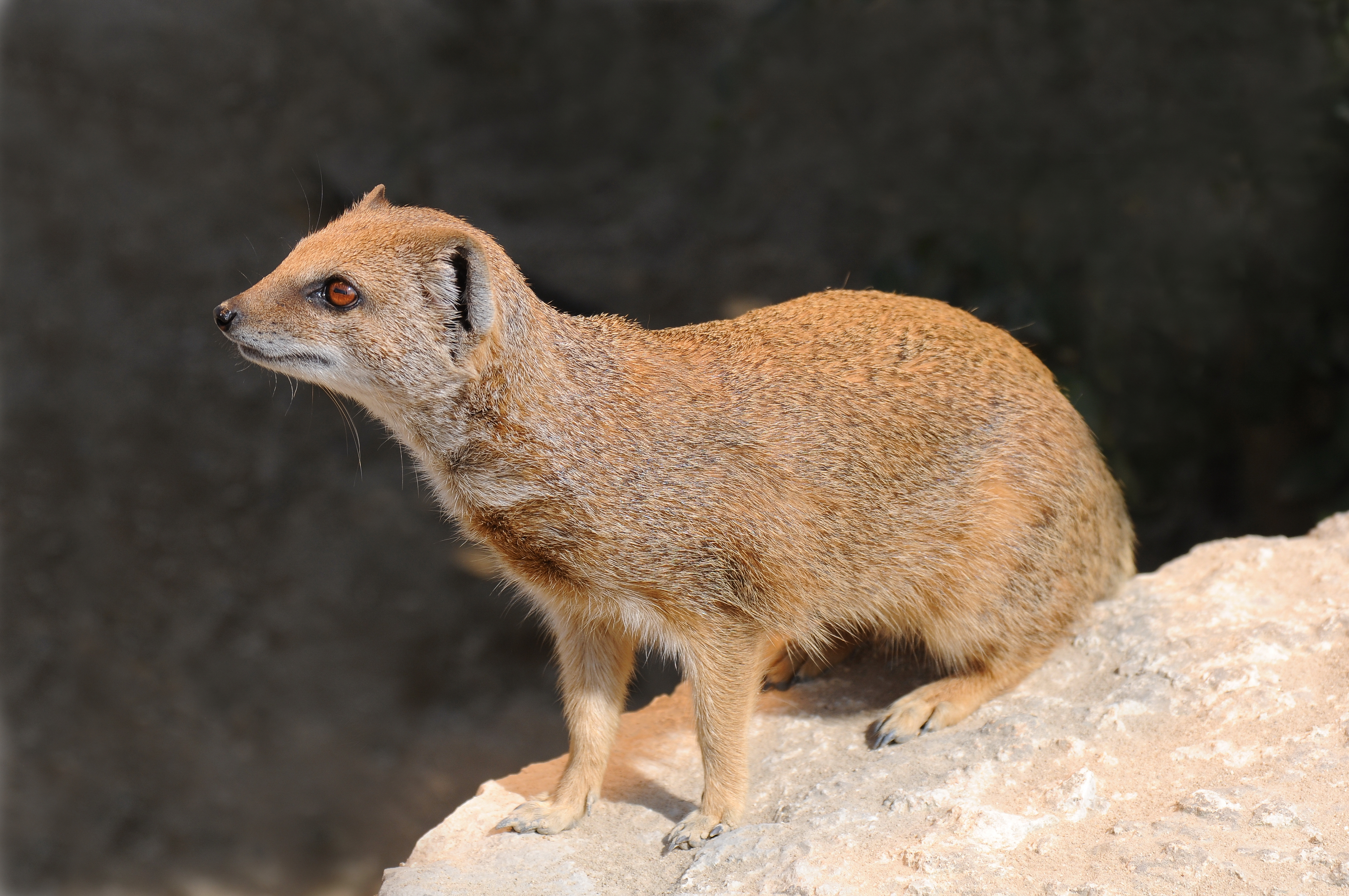
Cynictis penicillata
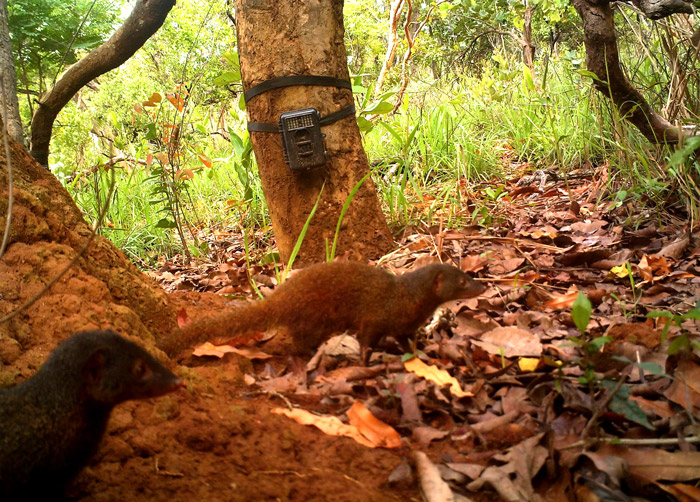
Dologale dybowskii
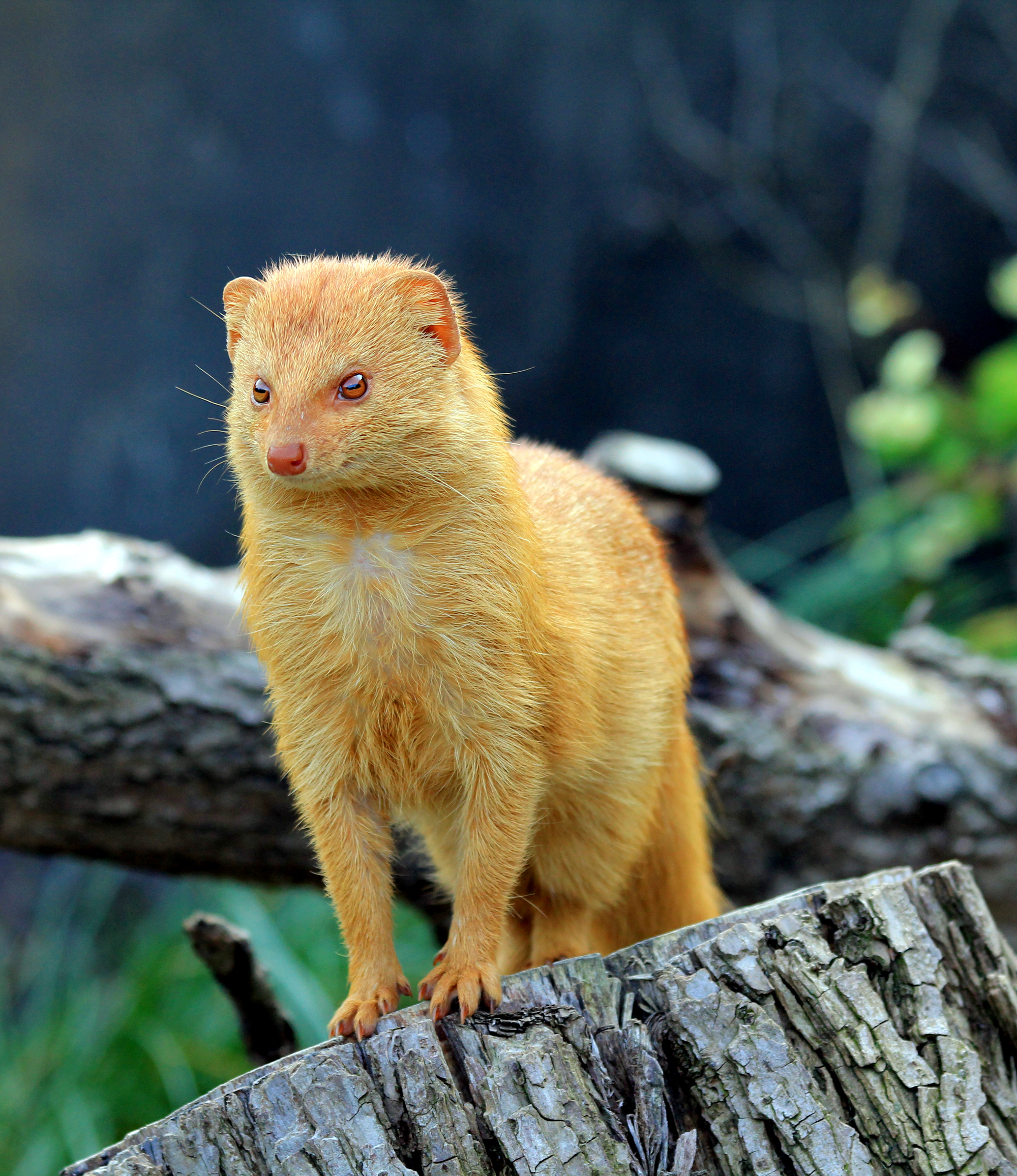
Galerella sanguinea
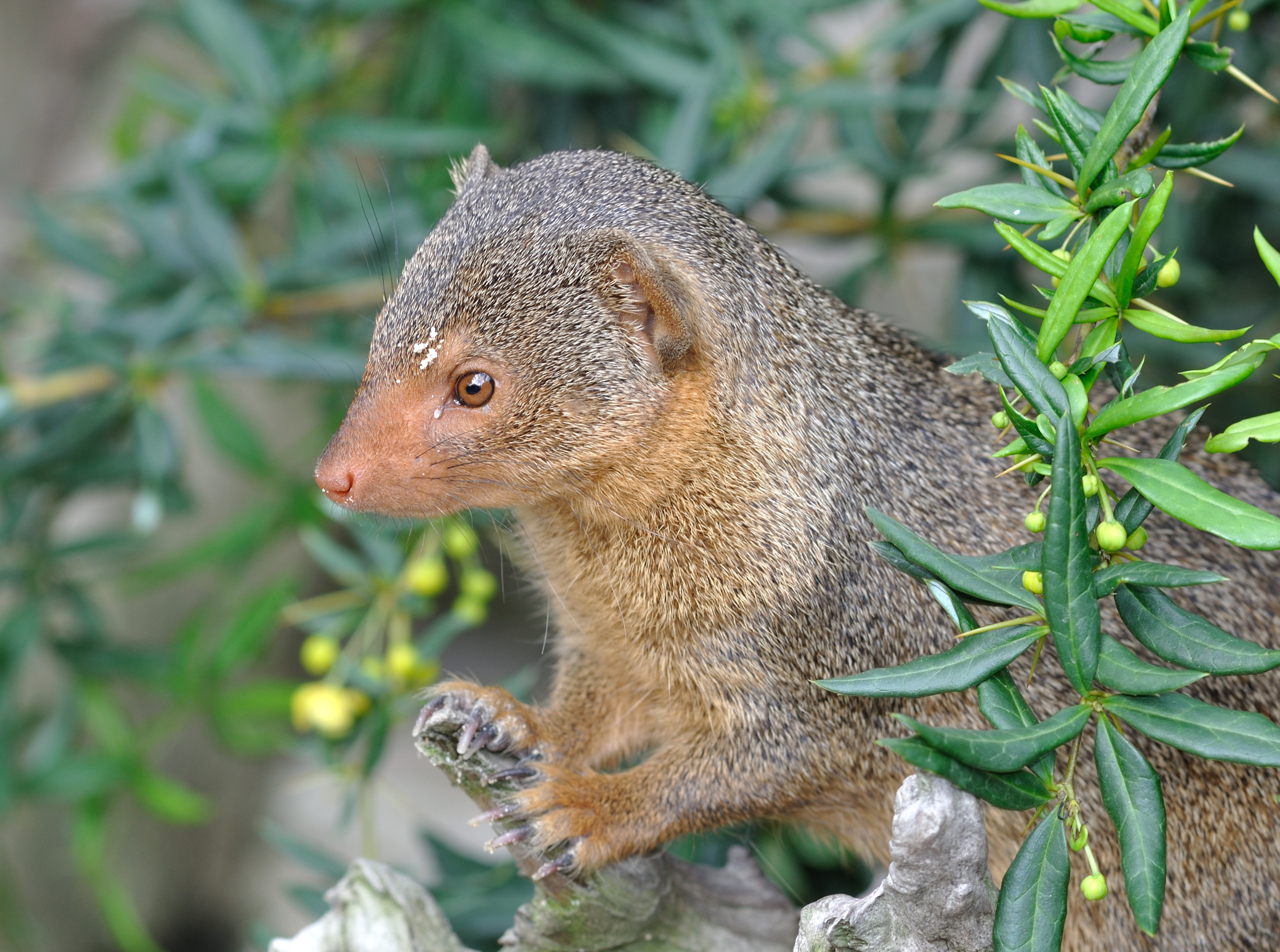
Helogale parvula
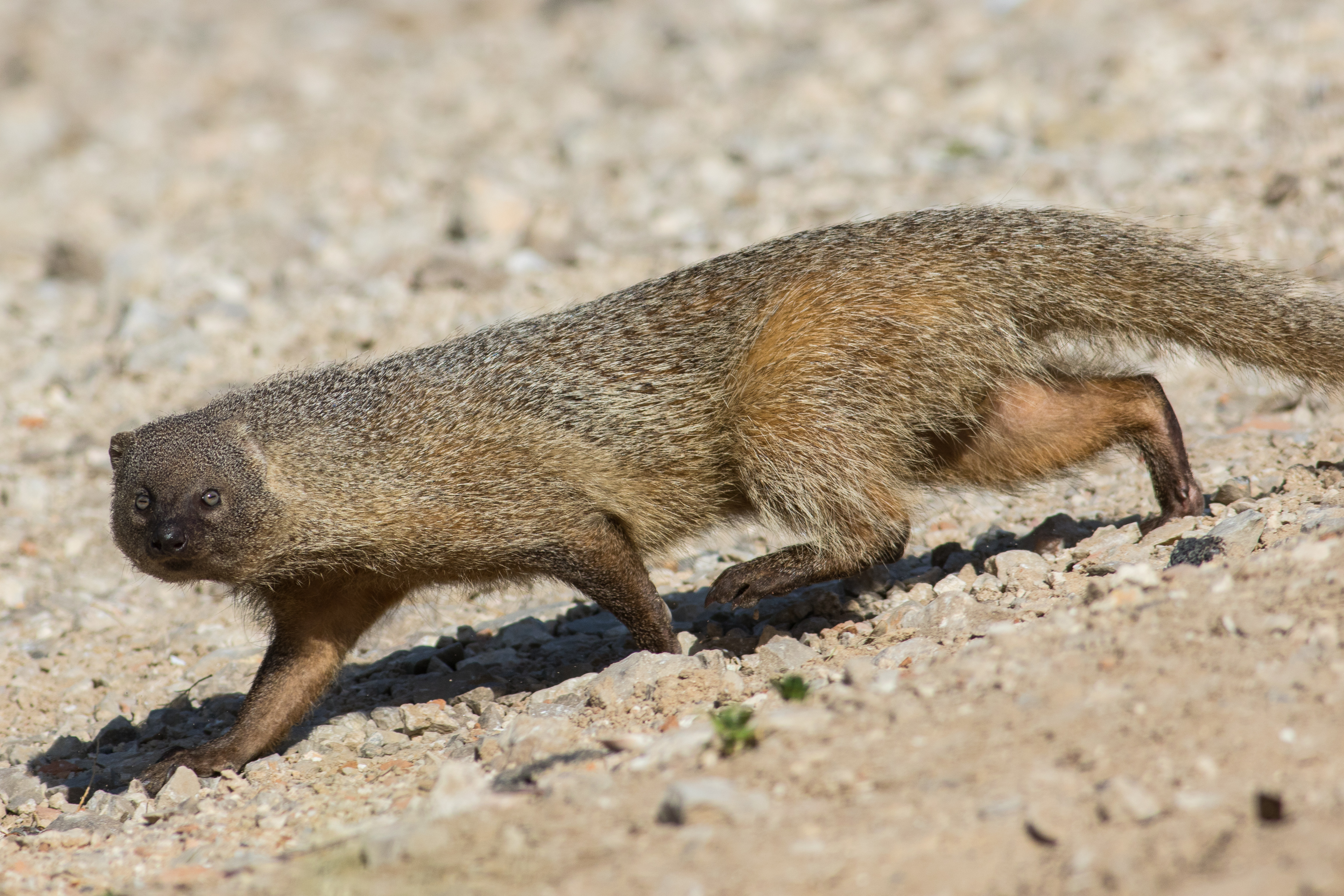
Herpestes ichneumon
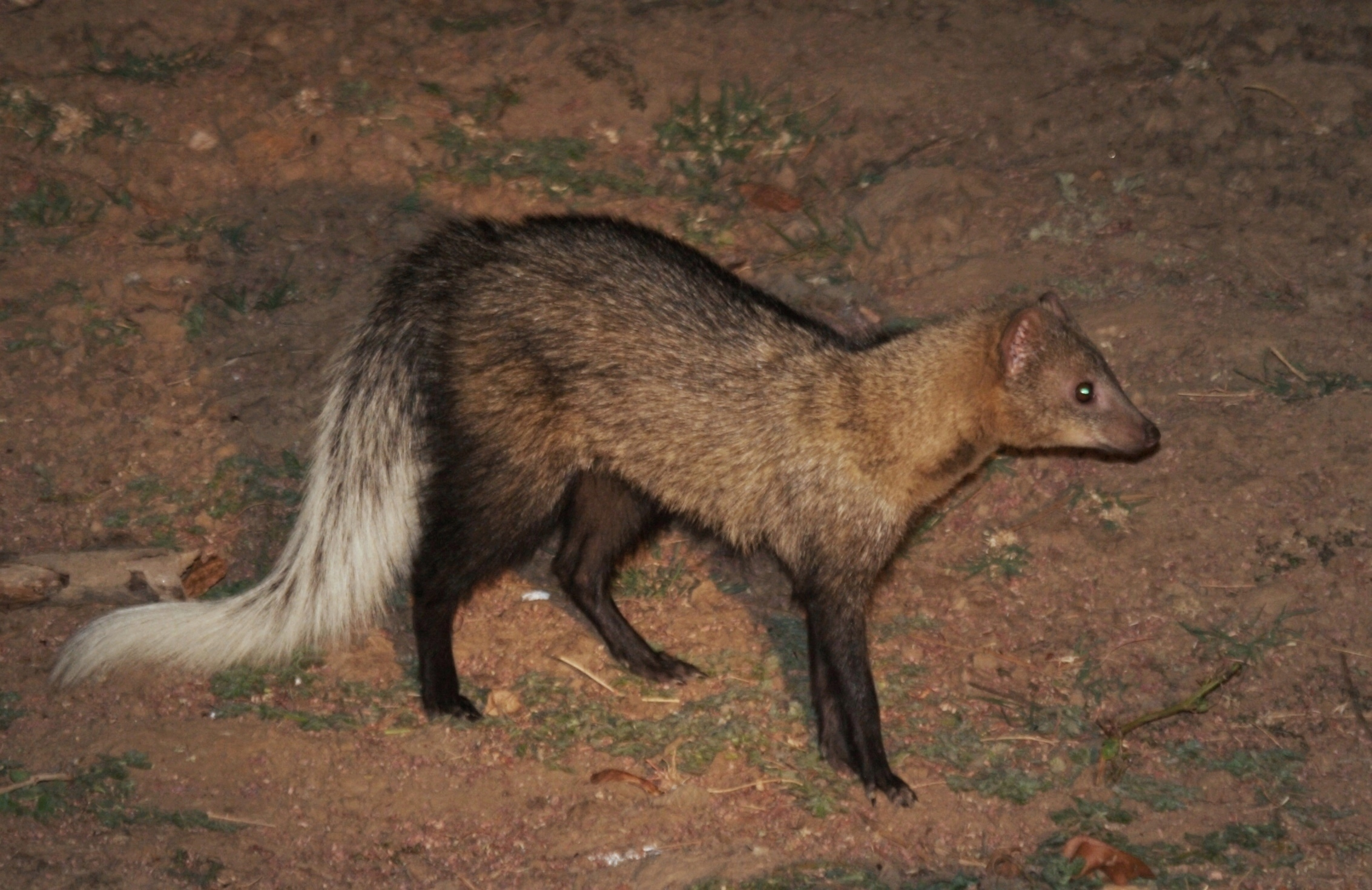
Ichneumia albicauda
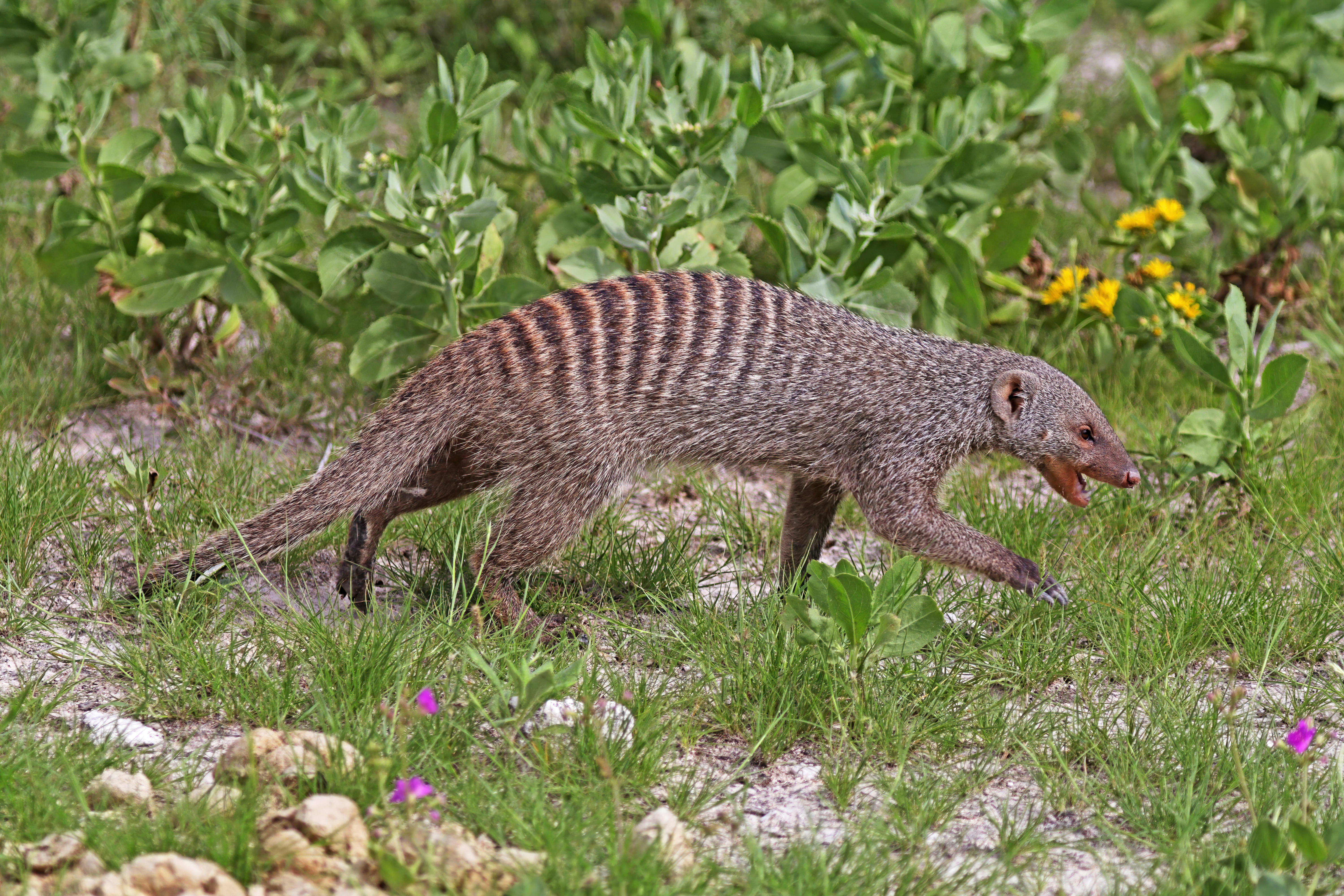
Mungos mungo
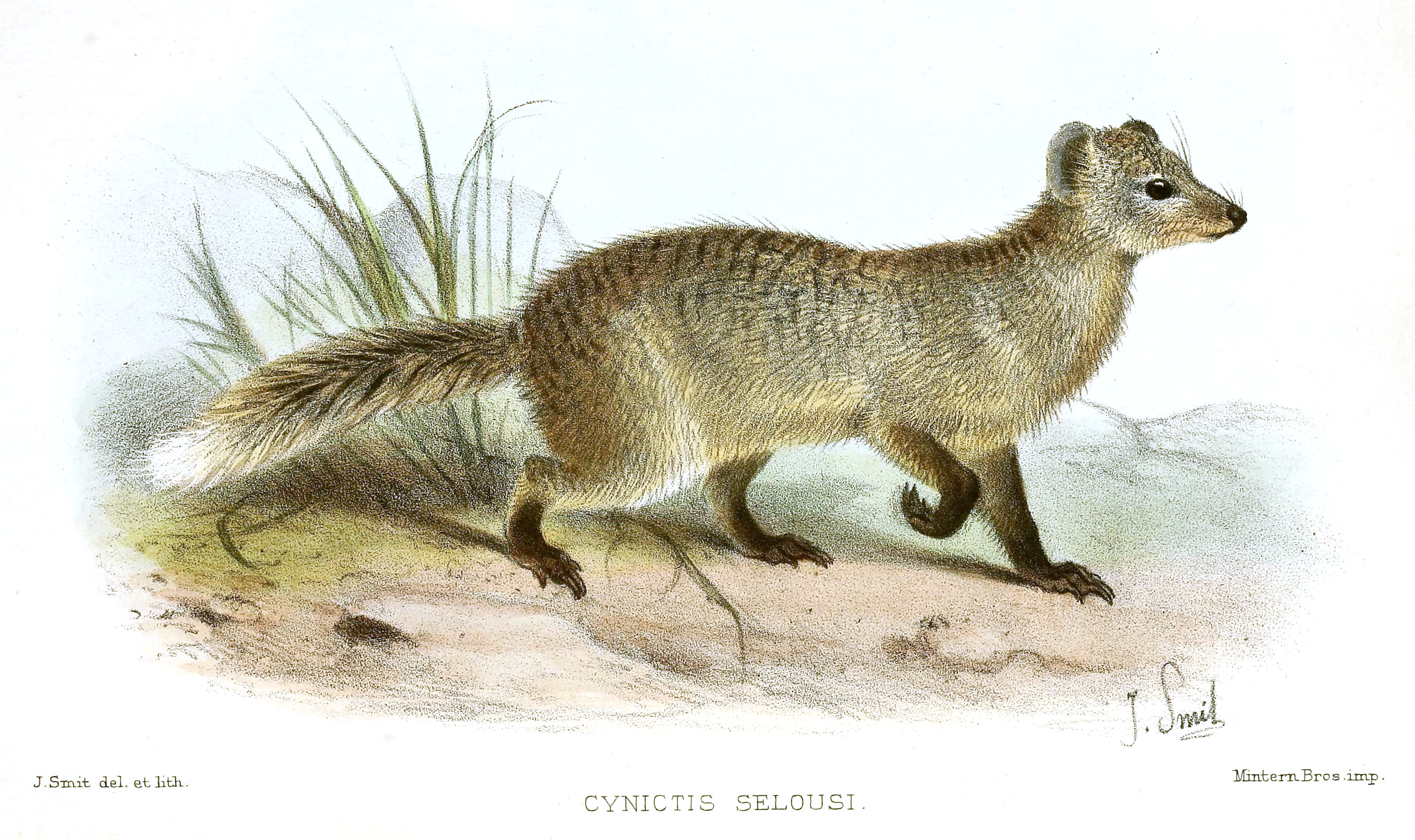
Paracynictis selousi
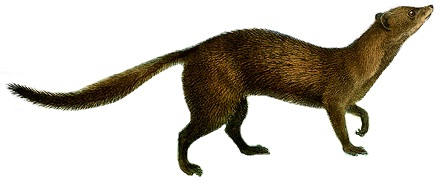
Rhynchogale melleri
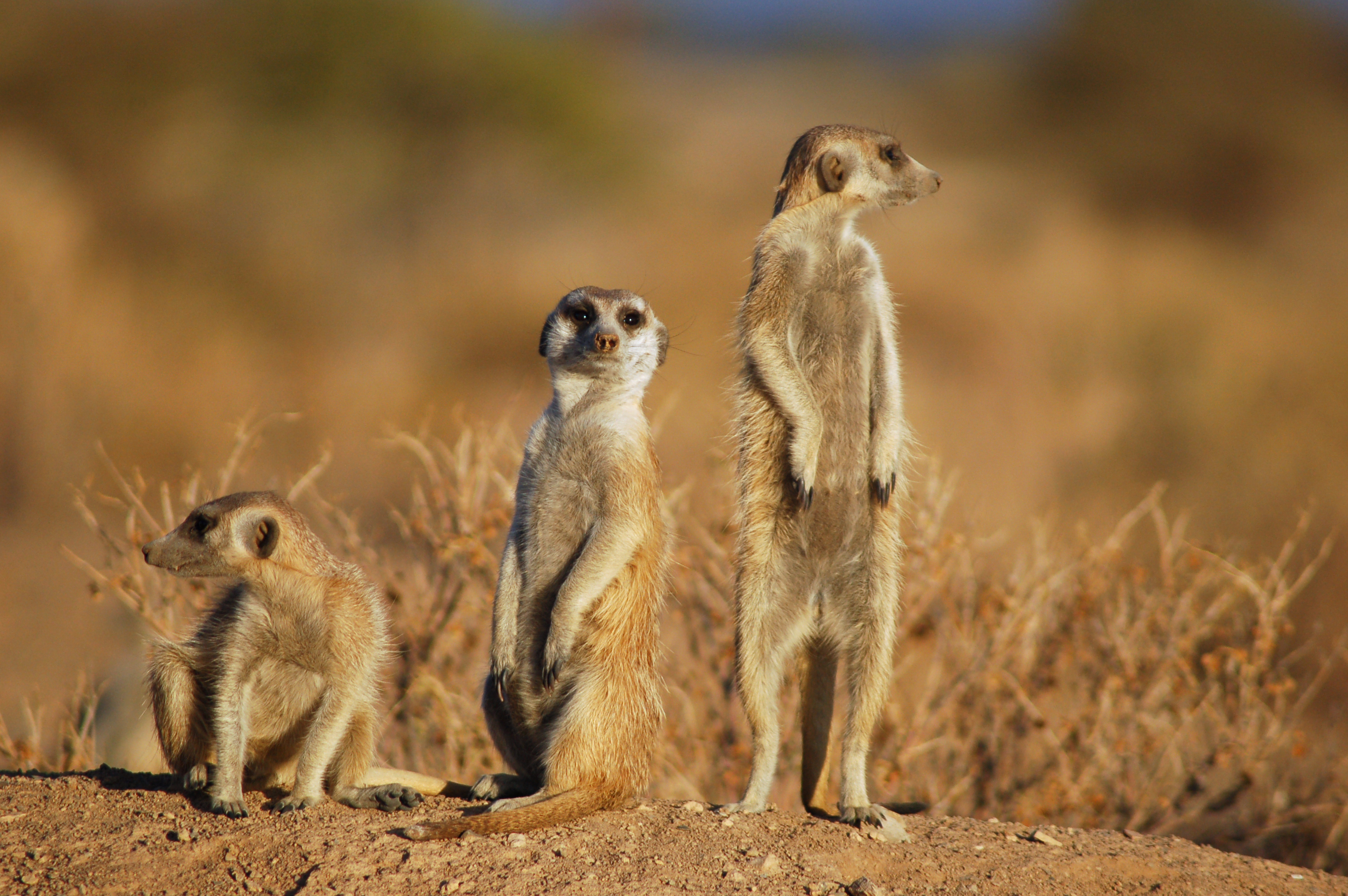
Suricata suricatta

## Les Herpestidés et l'Homme
Quelques-unes de ces espèces peuvent être facilement domestiquées. Animaux assez intelligents, il est possible de leur enseigner des choses simples, c'est pourquoi elles servent souvent d'animaux de compagnie pour protéger la maison des nuisibles. Pourtant, elles peuvent s'avérer plus destructrices que souhaité : après avoir été importées aux Caraïbes, principalement pour tuer les rats, il est apparu qu'elles détruisaient sans discernement aussi une grande partie de la petite faune terrestre locale. C'est pourquoi elles sont maintenant considérées comme nuisibles.
L'importation de la plupart de ces espèces est d'ailleurs illégale aux États-Unis et en Australie ainsi que dans d'autres pays. Les mangoustes ont été introduites à Hawaï en 1883 et ont eu un impact important sur les espèces indigènes. Il est dorénavant illégal d'en posséder sans permis.
À Okinawa, au Japon, elles servent d'attraction touristique dans des combats contre des serpents venimeux locaux, tels que le habu (une des espèces de Trimeresurus). La pression des associations pour les droits des animaux a néanmoins réduit le nombre de ces spectacles.
La mangouste a été popularisée auprès du public par le personnage de Rikki-Tikki-Tavi, créé par Rudyard Kipling dans Le Livre de la jungle.
Le poète, diplomate et homme politique chilien Pablo Neruda parle lui aussi de cet animal dans ces écrits. Il raconte avec humour dans son livre Confieso que he vivido (J'avoue que j'ai vécu), réédité partiellement sous le titre La Solitude lumineuse, qu'il avait à Ceylan une mangouste apprivoisée qui devint célèbre dans le quartier où il vivait car cet animal avait un prestige presque mythologique dû à ses combats courageux contre les redoutables cobras ; mais un jour, alors qu'elle était suivie par plusieurs bandes de gamins tamouls et cingalais, sa mangouste rencontra une pollongha noire, dite aussi serpent de Russell ; se rendant compte de ce qui allait se passer, elle fut saisie par la peur et s'enfuit ; c'est ainsi que l'écrivain diplomate Neruda perdit son prestige dans le faubourg de Wellawatha.
De manière générale, les mangoustes, dans la culture populaire, sont surtout connues pour être de redoutables adversaires, voire des ennemies jurées des serpents, au même titre que les rapaces. En effet, cette image de prédateur mortel pour ces reptiles, notamment venimeux, est largement répandue dans les esprits et colportée par les anciens contes mettant en scène ces animaux. Cette image n'est cependant pas vraiment  représentative de ces animaux dans la réalité. En effet, elle cible, en premier lieu, les espèces asiatiques, surtout la mangouste indienne, qui ont acquis une plus grande notoriété à cet égard alors qu'elles sont moins nombreuses que les espèces africaines. Les serpents souvent présentés dans des combats avec des mangoustes sont aussi le plus souvent asiatiques et, surtout, de célèbres espèces venimeuses comme les cobras ou encore les mambas (qui sont eux des serpent africains), alors que leur alimentation est assez généraliste et n'incorpore que marginalement des espèces venimeuses. Certaines espèces, comme la mangouste des marais, préfèrent même des serpents non venimeux voire presque pas de serpent du tout comme source d'alimentation. Cependant, il est vrai que lors d'un affrontement, c'est en général la mangouste qui l'emporte car les Herpestidés ont, au cours de l'évolution, acquis un système immunitaire permettant à la plupart des espèces d'être immunisées contre les venins de serpents, même les plus venimeux. Néanmoins, comme dit plus haut, tous ces éléments sont assez exagérés ou peu représentatifs de la réalité car les mangoustes n'ont pas d'appétence tellement marquée pour la chair des serpents et les morsures de ces derniers peuvent leur être fatales si la dose de venin est assez grande ou si les blessures causées s'infectent[réf. souhaitée].